# Maomé ibne Uacil
Maomé ibne Uacil ibne Ibraim Atamimi (em árabe: محمد بن واصل بن إبراهيم التميمي‎‎; romaniz.: Muhammad bin Wasil ibn Ibrahim al-Tamimi), também conhecido como Alanzali (al-Hanzali), foi um aventureiro militar que capturou a província abássida de Pérsis em 870. Ele governou Pérsis intermitentemente até 876, quando foi capturado e preso por Iacube ibne Alaite (r. 861–879), o emir safárida do Sistão.

## Vida

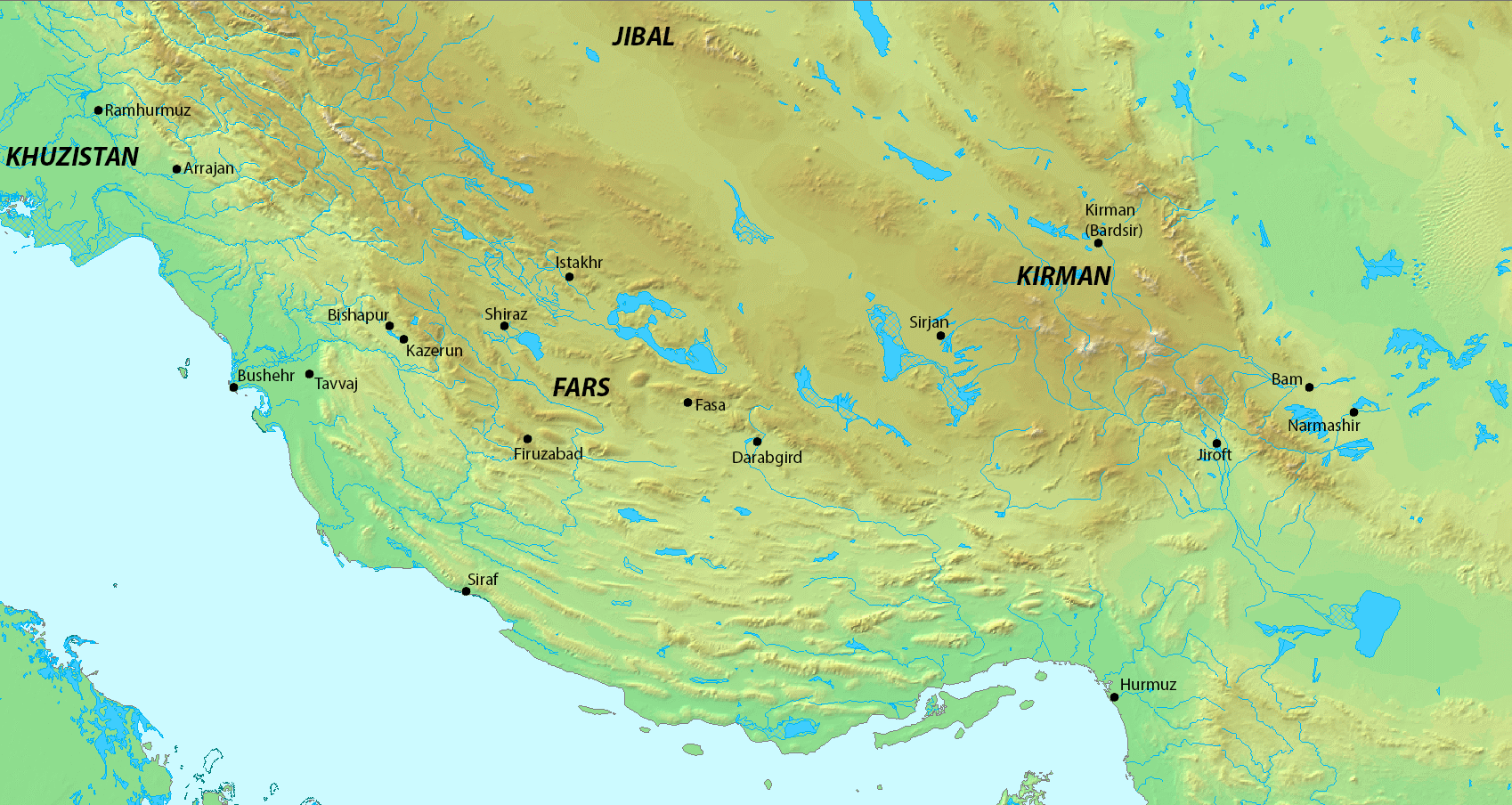
Pérsis e regiões circundantes nos séculos IX e X

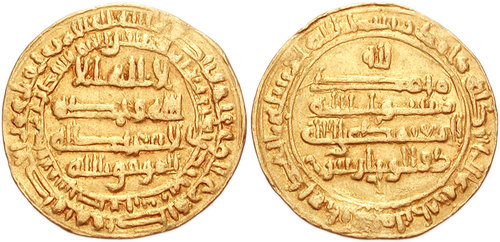
Dinar de ouro de Almutâmide r. com os nomes de Almuafaque r. e o vizir Saíde (duluizarataim)

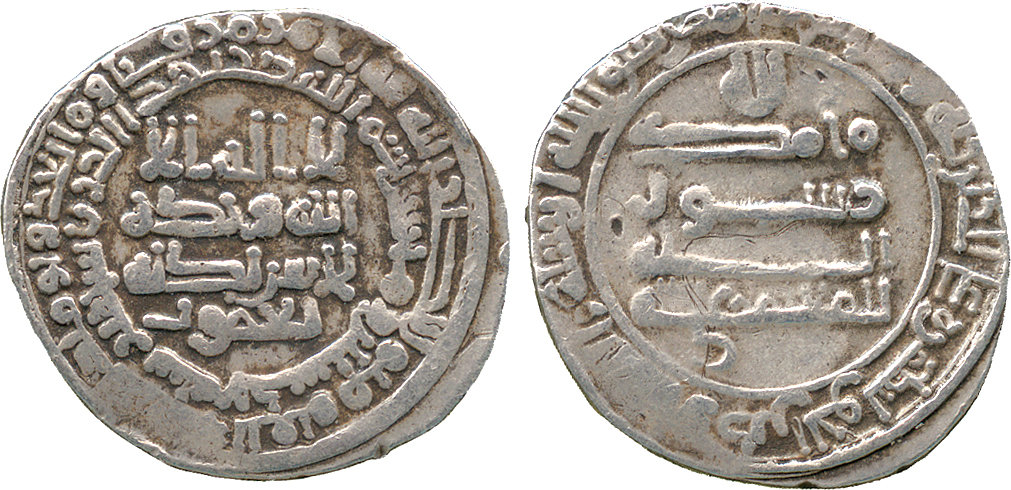
Dirrã de Iacube ibne Alaite r.

Maomé foi membro de uma família árabe que por muito tempo teve ligações com o carijismo. Em 837, tomou controle de um grupo carijita em Boste, e revoltou-se contra as autoridades abássidas. Suas forças foram capazes de derrotar o governador do exército do Sistão e capturar seu líder, o filho do governador. Maomé posteriormente libertou-o após negociações com o governador; ele subsequentemente deixou a região de Boste rumou à Carmânia, que era lar de alguns outros foras da lei carijitas. Subsequentemente às suas atividades no Oriente, Maomé moveu-se à província de Pérsis. Em 870, com o controle califal sobre Pérsis tendo sido enfraquecido por anos de desordem (a Anarquia em Samarra), ele decidiu rebelar-se contra o governo. Aliou-se ao líder dos curdos locais,[a] e juntos derrotaram e mataram o governador provincial, Alharite ibne Sima Axarabi. Como resultado dessa vitória, o controle abássida em Pérsis colapsou, e Maomé foi capaz de tomar a província.
Menos de um ano após sua tomada de Pérsis, Maomé foi ameaçado por Iacube ibne Alaite, o autoproclamado emir do Sistão. Iacube partiu ao Ocidente em direção a Pérsis com a intenção de subjugar a província. As fontes desacordam sobre o que aconteceu depois, mas Iacube foi posteriormente dissuadido de continuar sua expedição retornou ao Sistão. Sua retirada é descrita como tendo sido causada pela submissão a ele de Maomé, ou pela chegada de emissários enviados pelo governo califal para convencê-lo a abandonar seu avanço. De todo modo, Maomé logo depois alcançou uma reaproximação com o governo central, e em 872 entregou o caraje (receita tributária), e possivelmente o governo de Pérsis, a um representante califal.
A relação amigável entre Maomé e o governo califal não durou, e logo Maomé voltou a opor-se à autoridade abássida. Em 875, Muça ibne Buga, a quem havia sido dada a responsabilidade por Pérsis, enviou um exército sob o comando de Abderramão ibne Mufli para estabelecer uma presença abássida firme na província. Quando Maomé soube desse movimento, avançou em direção ao Cuzestão e relatadamente encontrou-se com o exército califal em Ramurmuz, onde se saiu vitorioso; o tenente de ibne Mufli, Tastimur, foi morto, e ibne Mufli foi capturado pelas forças de Maomé. O governo central enviou um emissário para assegurar a libertação de ibne Mufli, mas Maomé recusou as ofertas e executou o general. Maomé então anunciou sua intenção de marchar contra Muça ibne Buga, e avançou para Avaz. Muça, reconhecendo sua inabilidade para controlar a situação, resignou o governo e transferiu a responsabilidade de Pérsis para o regente califal, Almuafaque.
A campanha de Maomé no ocidente teve um fim súbito com as notícias de que Iacube ibne Alaite novamente estava avançando do Sistão. Desta vez, ele invadiu Pérsis e avançou para Estacar, tomando os tesouros de Maomé lá. Maomé partiu do Cuzestão, e retornou para Pérsis numa tentativa de pará-lo. Eles encontraram próximo do lago Bachtegã em agosto de 875, e na batalha resultante, Maomé, apesar de ter um exército numericamente superior, foi derrotado. Maomé foi forçado a fugir; Iacube saqueou a fortaleza de Maomé em Saidabade e tomou controle de Pérsis.

Jibal e Iraque à época do conflito entre o Califado Abássida e o Império Safárida. As rotas do mapa mostram o percurso e posterior encontro dos exércitos rivais em Dair Alacul

No rescaldo de sua derrota, Maomé novamente virou-se para os abássidas, e conseguiu restaurar o favor com o governo central. Iacube, no meio tempo, continuou a marchar para oeste, movendo-se primeiro para o Cuzestão e então pressionando sua entrada no Iraque. Seu avanço levou-o para perto de Baguedade e a capital califal de Samarra, mas em abril de 876 ele foi derrotado por um exército califal liderado por Almuafaque na Batalha de Dair Alacul. A invasão de Iacube ao núcleo do território abássida alienou o governo contra ele, e após a derrota do emir, Maomé foi nomeado para Pérsis como governador califal em oposição de Iacube.
O governo de Maomé sobre Pérsis foi de curta duração. Mesmo após sua nomeação formal como governador, ele retornou a província e reuniu apoiantes para sua causa. Iacube, contudo, apesar de sua derrota nas mãos dos abássidas, ainda tinha força para impor sua autoridade dentro de Pérsis, e quando os dois inimigos começaram a lugar, Maomé logo mostrou-se incapaz de manter sua posição. Quando ele percebeu que sua causa estava perdida, tentou fugir de Pérsis, marchando ao longo da costa tão longe quando a cidade portuária de Sirafe, mas após um ano foi capturado pelo exército safárida, e foi aprisionado. O destino de Maomé não é explicitamente atestado pelos historiadores. Segundo um relato, Maomé permaneceu em confinamento por dois anos antes de uma revolta na prisão ser violentamente suprimida pelos soldados de Iacube; depois disso, Maomé desaparece das fontes.